# Eumacrodes caudata
Eumacrodes caudata är en fjärilsart som beskrevs av Louis Beethoven Prout 1910. Eumacrodes caudata ingår i släktet Eumacrodes och familjen mätare. Inga underarter finns listade i Catalogue of Life.